# ウェンデル・リラ
ウェンデル・シウバ・リラ（Wendell Silva Lira、1989年1月7日 - ）は、ブラジルの元サッカー選手である。

## クラブ経歴
ゴイアスECのユースチームでキャリアをスタートさせた。2006年にカンピオナート・ブラジレイロU-20の得点王となり、翌年にシニアチームに昇格した。2007年5月12日、セリエAにおける対サンパウロFCのアウェー戦に63分で初出場したが、0-2で敗れた。
2010年6月、セリエCのフォルタレーザにレンタル移籍した。
2015年11月6日、ゴイアネージアに所属していたときにゴイアニエンセに2-1で勝利した時のゴールがFIFAプスカシュ賞のトップ10の候補に選ばれたと発表された。このゴールは、トップ3の選考に残った。当時、ウェンデルはフリーエージェントだったが、発表の数週間後にヴィラ・ノヴァFCと契約した。最終的にこのゴールは、同年のプスカシュ賞に選ばれた。ウェンデルは総得票数の46.7%を獲得し、リオネル・メッシを上回っていた。
2016年シーズンはヴィラ・ノヴァFCでプレーしたが、シーズン序盤に得点を挙げることができず、5月3日に契約を解除された。

## 代表経歴
2006年に日本で開催された国際親善試合にU-20ブラジル代表として出場し、1得点を挙げた。この時ACミランからのオファーを受けたが、ウェンデルと5年契約中のゴイアスECに拒絶された。

## 引退
2016年7月28日、怪我のためにプロサッカー選手からの引退を発表した。引退後は、FIFA公認サッカーゲームである「FIFAシリーズ」のプロプレーヤーとしての道を模索しつつ、YouTuberとして活動している。

## 成績
(Correct 2016年1月11日現在)
| クラブ         | 年     | セリエA | セリエA | コパ・ド・ブラジル | コパ・ド・ブラジル | 国内リーグ | 国内リーグ | コパ・スダメリカーナ | コパ・スダメリカーナ | 合計 | 合計 |
| クラブ         | 年     | 出場    | 得点    | 出場               | 得点               | 出場       | 得点       | 出場                 | 得点                 | 出場 | 得点 |
| -------------- | ------ | ------- | ------- | ------------------ | ------------------ | ---------- | ---------- | -------------------- | -------------------- | ---- | ---- |
| ゴイアス       | 2007年 | 12      | 2       | -                  | -                  | -          | -          | -                    | -                    | 12   | 2    |
| ゴイアス       | 2010年 | 8       | 0       | -                  | -                  | -          | -          | -                    | -                    | 8    | 0    |
| ゴイアネージア | 2015年 | -       | -       | -                  | -                  | 15         | 4          | -                    | -                    | 15   | 4    |

## eスポーツ
2012年にゴイアス州のFIFAトーナメントで優勝し、2015年11月にはブラジルのトッププレイヤーとなった。2015年にFIFAプスカシュ賞を獲得した後、FIFAインタラクティブワールドカップ(FIWC)チャンピオンであるアブドゥル・アジズ・アル・シェフリの挑戦を受けてこれを破り、EAスポーツから2016年のFIWCへの出場の招待を受けた。2019年、プロeスポーツチームのSporting CP Esportsに加入した。